# Nationale Adviescommissie Emancipatie

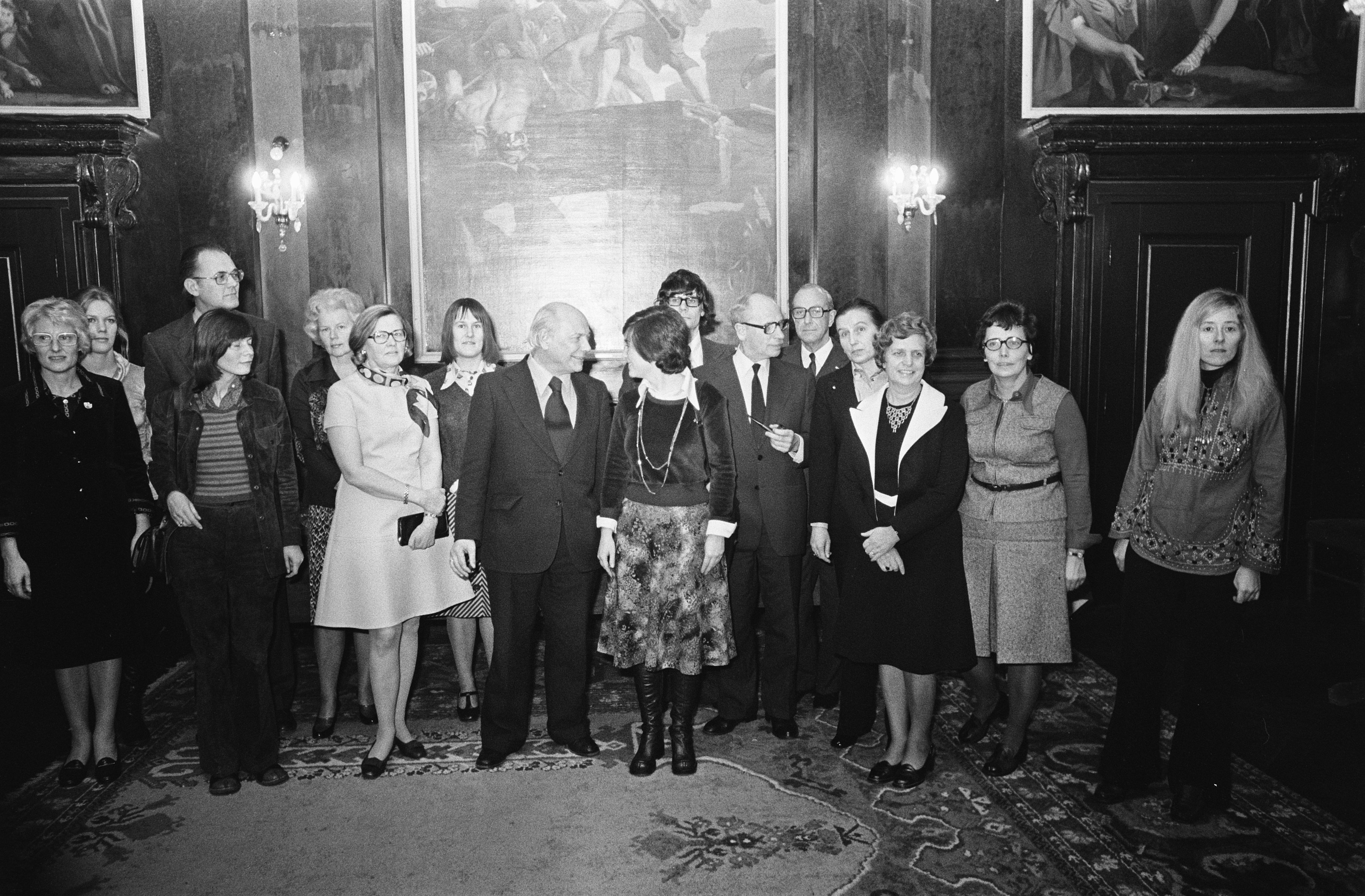
De installatie van de Nationale Adviescommissie Emancipatie door Joop den Uyl op 17 december 1974

De Nationale Adviescommissie Emancipatie vaak ook Emancipatiekommissie genoemd werd opgericht op 17 december 1974.
De commissie had als doelstelling om bestaande belemmeringen en achterstanden in deelname van vrouwen aan allerlei maatschappelijke activiteiten weg te werken.
De commissie was ingesteld als tijdelijke commissie en heeft haar werk afgesloten met het uitbrengen van het advies een permanente adviesraad voor het emancipatiebeleid in te stellen. De eerste voorzitter van de Nationale Adviescommissie Emancipatie was Paula Wassen-van Schaveren. In 1976 sloot de commissie haar werkzaamheden af met de presentatie van haar advies in een Aanzet voor een Vijfjarenplan.
In 1976 verscheen een eerste beleidsnota. In het kabinet-Van Agt I werd staatssecretaris Jeltien Kraaijeveld-Wouters de eerste bewindspersoon voor emancipatiezaken op het ministerie van CRM. In 1978 werd er een aparte Directie Coördinatie Emancipatie (DCE) opgericht.
Op 18 mei 1981 is de Nationale Adviescommissie Emancipatie opgevolgd door de Emancipatieraad. Eegje Schoo vicevoorzitter van de Nationale Adviescommissie Emancipatie was de eerste voorzitter van deze raad.